# نشان سلطنتی سرافیم
نشان سلطنتی سرافیم (سوئدی: Kungliga Serafimerorden) نشان افتخار در کشور سوئد است.